# عملة بيزنطية
العملة البيزنطية، هي النقود المستخدمة في الإمبراطورية الرومانية الشرقية بعد سقوط الغرب، تتكون بشكل رئيسي من نوعين من العملات: السوليدي الذهبي، الهايبربايرا، ومجموعة متنوعة من العملات البرونزية ذات القيمة الواضحة. بحلول القرن 15، صدرت العملة فقط في ستافراتا فضية مخفضة وعملات نحاسية ثانوية دون إصدار ذهب. أنشأت الإمبراطورية البيزنطية وأدارت العديد من دور سك العملة على مدار تاريخها. وبصرف النظر عن دار سك العملة الحضرية الرئيسية في العاصمة القسطنطينية، أُنشأ أيضًا عدد متفاوت من دور سك العملة الإقليمية في مراكز حضرية أخرى، وخاصة خلال القرن 16.
أُغلقت أو فُقدت معظم دور سك العملة الإقليمية، باستثناء سيراكيوز، بسبب الغزوات العربية الإسلامية في منطقة البحر الأبيض المتوسط بحلول منتصف القرن 7 فصاعدًا. بعد سقوط سيراكيوز عام 878، أصبحت القسطنطينية دار سك العملة الوحيدة للعملات الذهبية والفضية حتى أواخر القرن الحادي عشر، بدأت دور سك العملة الإقليمية الرئيسية في الظهور مجددًا. شغلت العديد من دور السك، سواءً الإمبراطورية أو، مع تفكك الإمبراطورية البيزنطية، التابعة لحكام محليين مستقلين، في الفترة من القرن الثاني عشر إلى القرن الرابع عشر. نجت القسطنطينية وطرابزون، عاصمة إمبراطورية طرابزون المستقلة (1204-1461)، حتى غزو الأتراك العثمانيين للأناضول في منتصف القرن الخامس عشر.

## الأيقونات

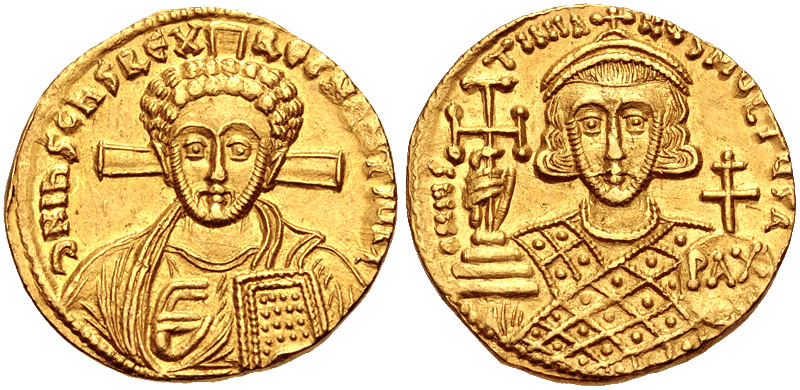
عملة سوليدوس التي سُكّت خلال عهد جستنيان الثاني الثاني (705-711)

تستمر العملات البيزنطية المبكرة في الاتفاقيات اليونانية الرومانية المتأخرة: يظهر على الوجه رأس الإمبراطور الروماني، الآن وجه كامل بدلاً من الجانب؛ يظهر على العكس، عادةً ما يكون رمزًا مسيحيًا مثل الصليب أو الملاك (يميل الاثنان إلى الاندماج في بعضهما البعض). انحرفت العملات الذهبية لجستنيان الثاني عن هذه الاتفاقيات المستقرة بوضع تمثال نصفي للمسيح على الوجه، ونصف أو صورة كاملة الطول للإمبراطور على العكس. كان لهذه الابتكارات بالمصادفة تأثير في قيادة الخليفة الأموي عبد الملك، الذي نسخ سابقًا الأنماط البيزنطية لكنه استبدل الرموز المسيحية بما يعادلها الإسلامية، لتطوير أسلوب إسلامي مميز في النهاية، مع وجود أحرف فقط على كلا الجانبين. ثم استخدم هذا على جميع العملات الإسلامية تقريبًا حتى العصر الحديث.

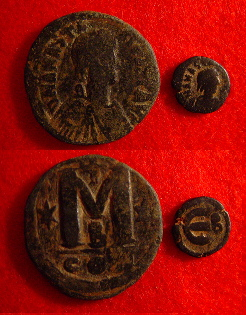
أناستاسيوس 40 نومي (م) و 5 نومي (ه)

أُعيد إحياء نمط جستنيان الثاني بعد نهاية عصر تحطيم الأيقونات، وظل هو القاعدة مع بعض التغييرات حتى نهاية الإمبراطورية. في القرن العاشر، سُكت ما يُسمى "الفلس المجهولة" بدلًا من العملات القديمة التي تُصور الإمبراطور. تميزت هذه الفلس المجهولة برسم نصفي للمسيح على وجهها ونقش "XRISTUS/bASILEU/bASILE"، أي "المسيح، إمبراطور الأباطرة".
تبعت العملات البيزنطية، بل تجاوزت ذلك، ميل عملات المعادن الثمينة إلى أن تصبح أرق وأعرض مع مرور الوقت. أصبحت العملات الذهبية البيزنطية المتأخرة رقائق رقيقة قابلة للثني يدويًا. تمتعت العملات البيزنطية بمكانة مرموقة استمرت حتى قرب نهاية الإمبراطورية. مال الحكام الأوروبيون، بمجرد أن بدأوا بإصدار عملاتهم الخاصة، إلى اتباع نسخة مبسطة من الأنماط البيزنطية، مع صور مسطرة كاملة على الوجه.

## الفئات
بدأت بداية ما يُنظر إليه على أنه عملة بيزنطية في علم العملات بالإصلاح النقدي الذي أجراه أناستاسيوس عام 498، الذي أصلح نظام سك العملات في أواخر الإمبراطورية الرومانية، الذي يتألف من السوليدوس الذهبي والنومس البرونزي. كان النومس عملة برونزية صغيرة للغاية، تتراوح بين 8 -10 ملم، ووزنها 0.56 غرام، مما يجعلها تساوي 576 جنيهًا رومانيًا وهو ما كان غير مريح لأن عددًا كبيرًا منها كان مطلوبًا حتى للمعاملات الصغيرة.

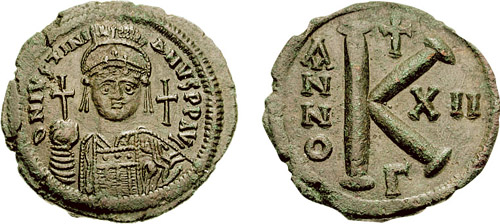
نصف فوليس جستنيان الأول ، 20نمي. لاحظ حرف K على الوجه الآخر.

قُدمت عملات برونزية جديدة ومضاعفات من نموس، مثل 40 نمي (المعروفة أيضًا باسم فلس)، و20 نمي (المعروفة أيضًا باسم semifollis)، و10 نمي (المعروفة أيضًا باسم decanummium، و5 نمي (المعروفة أيضًا باسم pentanummium)؛ انتجت فئات أخرى في بعض الأحيان. يميز الوجه الأمامي لهذه العملات بصورة منمقة للغاية للإمبراطور بينما تميز الوجه الخلفي (العكس) بقيمة الفئة الممثلة وفقًا لنظام الترقيم اليوناني (M = 40، Λ = 30، K = 20، I = 10، E = 5). نادرًا ما تنتج العملات الفضية.

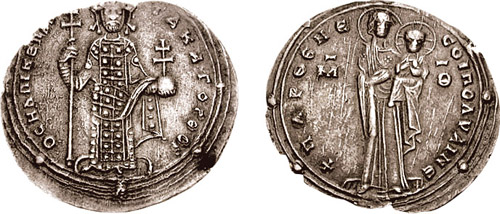
رومانوس الثالث مليونيرسيون.

العملة الفضية الوحيدة التي صدرت بانتظام هي العملة السداسية التي أصدرها هرقل لأول مرة في عام 615 واستمرت حتى نهاية القرن السابع، سُكت بدرجات متفاوتة من الدقة بوزن يتراوح عمومًا بين 7.5 و8.5 غرام. تلا ذلك إصدار احتفالي أُطلق عليه اسم "الملياريسيون" (Miliaresion) في البداية، أسسه ليو الثالث الإيساوري حوالي عام 720، الذي أصبح عملة قياسية بدءًا من عام 830 وحتى أواخر القرن الحادي عشر، عندما توقف العمل به بعد أن تدهورت قيمته بشدة. أُجريت معاملات صغيرة بالعملات البرونزية طوال هذه الفترة.
ظل الذهب السوليدوس أو النوميسما معيارًا للتجارة الدولية حتى القرن الحادي عشر، عندما بدأ يُفقد قيمته في عهد الأباطرة المتعاقبين بدءًا من ثلاثينيات القرن الحادي عشر الميلادي، تحت حكم الإمبراطور رومانوس أرجيروس (1028–1034). حتى ذلك الوقت، ظلت نقاوة الذهب ثابتة عند حوالي 0.955 – 0.980.

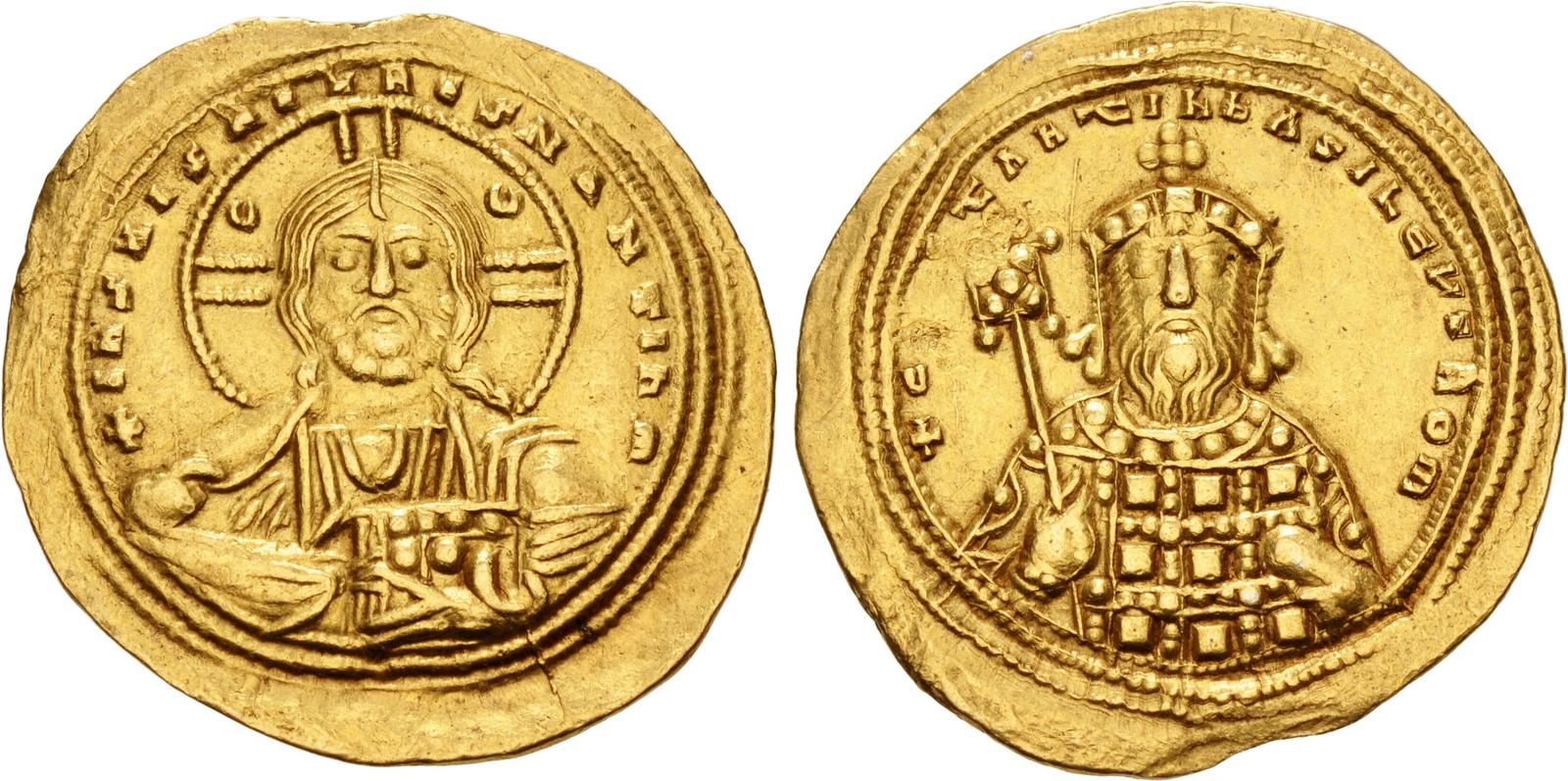
هيستامنون بقلم قسطنطين الثامن.

تغير النظام النقدي البيزنطي خلال القرن السابع عندما أصبحت عملة الأربعين نومي (المعروفة أيضًا باسم الفليس)، التي أصبحت الآن أصغر بكثير، العملة البرونزية الوحيدة التي تُصدر بانتظام. على الرغم من أن جستنيان الثاني (658– 695 و705– 711) حاول استعادة حجم الفليس الذي كان عليه جستنيان الأول، استمر حجم الفليس في التناقص ببطء.
صدرت في أوائل القرن التاسع، عملة سوليدوس وزنها ثلاثة أرباع بالتوازي مع عملة سوليدوس وزنها كامل، حافظ كلاهما على معيار النقاء، في ظل خطة فاشلة لإجبار السوق على قبول العملات المعدنية ذات الوزن الناقص بقيمة العملات المعدنية ذات الوزن الكامل. سُميت العملة المعدنية ذات الوزن 11/12 تيتارترون (وهي صفة يونانية للمقارنة، وتعني حرفيًا "الرابع")، سُمي السوليدوس ذو الوزن الكامل هيستامينون. لم تكن عملة تيتارترون شائعة، ولم تُصدر إلا بشكل متقطع خلال القرن العاشر. سُكت عملة سوليدوس ذات الوزن الكامل بسعر 72 للجنيه الروماني، أي ما يعادل تقريبًا 4.48 غرامات وزنًا. وُجدت عملات سوليدي مُخفضة الوزن بمقدار سيليكا واحدة صُنعت للتجارة مع الشرق الأدنى. هذه العملات المُخفضة، المزينة بنجمة على وجهيها وظهرها، تزن حوالي 4.25 غرام.
كان السوليدوس البيزنطي محل تقدير في أوروبا الغربية، حيث عُرف باسم "بيزانت"، وهو تحريف لكلمة بيزنطة. ثم أصبح مصطلح "بيزانت" اسمًا للرمز الشعاري الدائري، الصبغة، أو قرص الذهب.

## إصلاحات ألكسيوس الأول

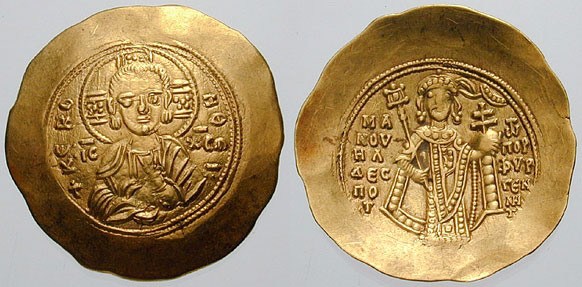
مانويل الأول كومنينوس سكيفات (على شكل كوب) هايبربيرون.

تولى الصراف السابق ميخائيل الرابع البافلاغوني (1034-1041) عرش بيزنطة عام 1034 وبدأ عملية تدريجية لتخفيض قيمة كل من التيتارتيرون نوميسما والهستامينون نوميسما. كان التخفيض تدريجيًا في البداية، ثم تسارع بسرعة. حوالي 21 قيراطًا (87.5٪ نقاء) في عهد قسطنطين التاسع (1042-1055)، 18 قيراطًا (75٪) في عهد قسطنطين العاشر (1059-1067)، 16 قيراطًا (66.7٪) في عهد رومانوس الرابع (1068-1071)، 14 قيراطًا (58٪) في عهد ميخائيل السابع (1071-1078)، 8 قيراط (33٪) في عهد نقفور الثالث (1078-1081)، ومن 0 إلى 8 قيراط خلال السنوات الأحد عشر الأولى من عهد ألكسيوس الأول (1081-1118). في عهد ألكسيوس الأول كومنينوس (1081– 1118)، توقف العمل بالعملة الذهبية المُخفضة ( التيتارتيرون والهستامينون)، وظهرت عملة ذهبية ذات نقاوة أعلى (تتراوح عادةً بين 0.900 و0.950)، تُعرف عادةً باسم هايبربيرون، بوزن 4.45 غرام. كان هايبربيرون أصغر قليلاً من السوليدوس.
قُدِم جنبًا إلى جنب مع تراكي الإلكتروم أسبرون بقيمة ثلث هايبربيرون وحوالي 25٪ ذهب و 75٪ فضة، تراكي أو سداة المليار أسبرون بقيمة 48 إلى هايبربيرون مع 7٪ فضي وتتارتيرون النحاس ونوميون بقيمة 18 و 36 إلى تراكي المليار أسبرون.

## إصلاحات أندرونيكوس الثاني

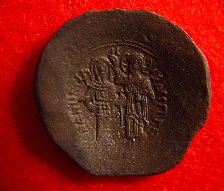
بيلون تراخي أندرونيكوس الأول ، القرن الثاني عشر

خلال عهد أندرونيكوس الثاني، أسس فئات جديدة من العملات تعتمد على الهيبيربيرون. هذه العملات هي الملياريرسيون الفضي أو البازيليكا بسعر 12 للهايبيربيرون، والبليون بوليتيكا بسعر 96 للهايبيربيرون، إلى جانب العملات النحاسية أساريا، تورنيزيا، وفولارا. البازيليكون نسخة من دوقية البندقية، تداولت منذ عام 1304 لمدة خمسين عامًا.
ظلّ الهيبيربايرون يُصدر ويُتداول بانتظام حتى خمسينيات القرن الرابع عشر، ولم يُستخدم بعد ذلك إلا كعملة حسابية. بعد عام 1400، تضاءلت أهمية العملات البيزنطية، حيث أصبحت العملات الإيطالية هي العملة المتداولة السائدة.
صدرت هذه العملات المعدنية الكأسية (السكيفاتية) المعروفة باسم "تراتشي" من نوعي الإلكتروم (ذهب منزوع) والبيلون (فضة منزوعة). السبب الدقيق وراء صُنع هذه العملات غير معروف، يفترض عادةً أنها صُممت لتسهيل تكديسها.

## إصلاح عام 1367

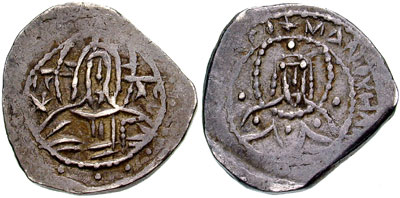
نصف ستافراتون أصدره مانويل الثاني باليولوجوس في عام 1391 – 1423.

خلال هذه المرحلة الأخيرة من سَك العملات البيزنطية، توقف إصدار العملات الذهبية وبدأ إصدار العملات الفضية بانتظام. كانت فئة العملة ستافراتون، الصادرة ١، 1⁄2، 1⁄8 و1⁄16 stavraton. وصدر الفولارو والتورنيس النحاسيين.

## القوة الشرائية
من الممكن الحصول على لمحات موجزة عن الزمن، خاصة بالمنطقة، الثقافة، والتضخم المحلي. يزخر عالم الأدب بإشارات إلى أسعار من فترات زمنية مختلفة. قد يكون جزء كبير منها غير دقيق أو مشوهًا بالترجمة.
في القدس في القرن السادس، تلقى عامل بناء 1⁄20، أي 21 فلس. كان عامل غير منتظم في الإسكندرية في أوائل القرن السابع يكسب 1⁄23 سويدوس بدل الخضراوات اليومي لأسرة تكلف 5 فلس. يُكلف رطل السمك 6 فلس، ورغيف الخبز 3 فلس في وقت النقص. أرخص بطانية كانت قيمتها 1⁄4 سوليدوس، عباءة مستعملة 1 سوليدوس، وحمار 3 أو 4 سوليدوس.

## القيم النسبية
|            | صوليدي   | فوليس | نصف فوليس | ديكانوميوم | بنتانوميوم | نوموس  |
| ---------- | -------- | ----- | --------- | ---------- | ---------- | ------ |
| صوليدوس    | 1        | 420   | 840       | 1680       | 3360       | 16,800 |
| فوليس      | 1⁄420    | 1     | 2         | 4          | 8          | 40     |
| نصف فوليس  | 1⁄840    | 1⁄2   | 1         | 2          | 4          | 20     |
| ديكانوميوم | 1⁄1680   | 1⁄4   | 1⁄2       | 1          | 2          | 10     |
| بنتانوميوم | 1⁄3360   | 1⁄8   | 1⁄4       | 1⁄2        | 1          | 5      |
| نوموس      | 1⁄16,800 | 1⁄40  | 1⁄20      | 1⁄10       | 1⁄5        | 1      |

## روابط خارجية
- Byzantine coinage by rulers
- Byzantine coinage by Sear numbers
- Digital Library Numis (DLN) Online books and articles on Byzantine coins
- Talking about Ancient and Byzantine Coins: Interview with Yannis Stoyas نسخة محفوظة 6 ديسمبر 2017 على موقع واي باك مشين. An informative October 2015 interview on the Byzantine coinage with a leading Greek numismatist